# Opus caementicium

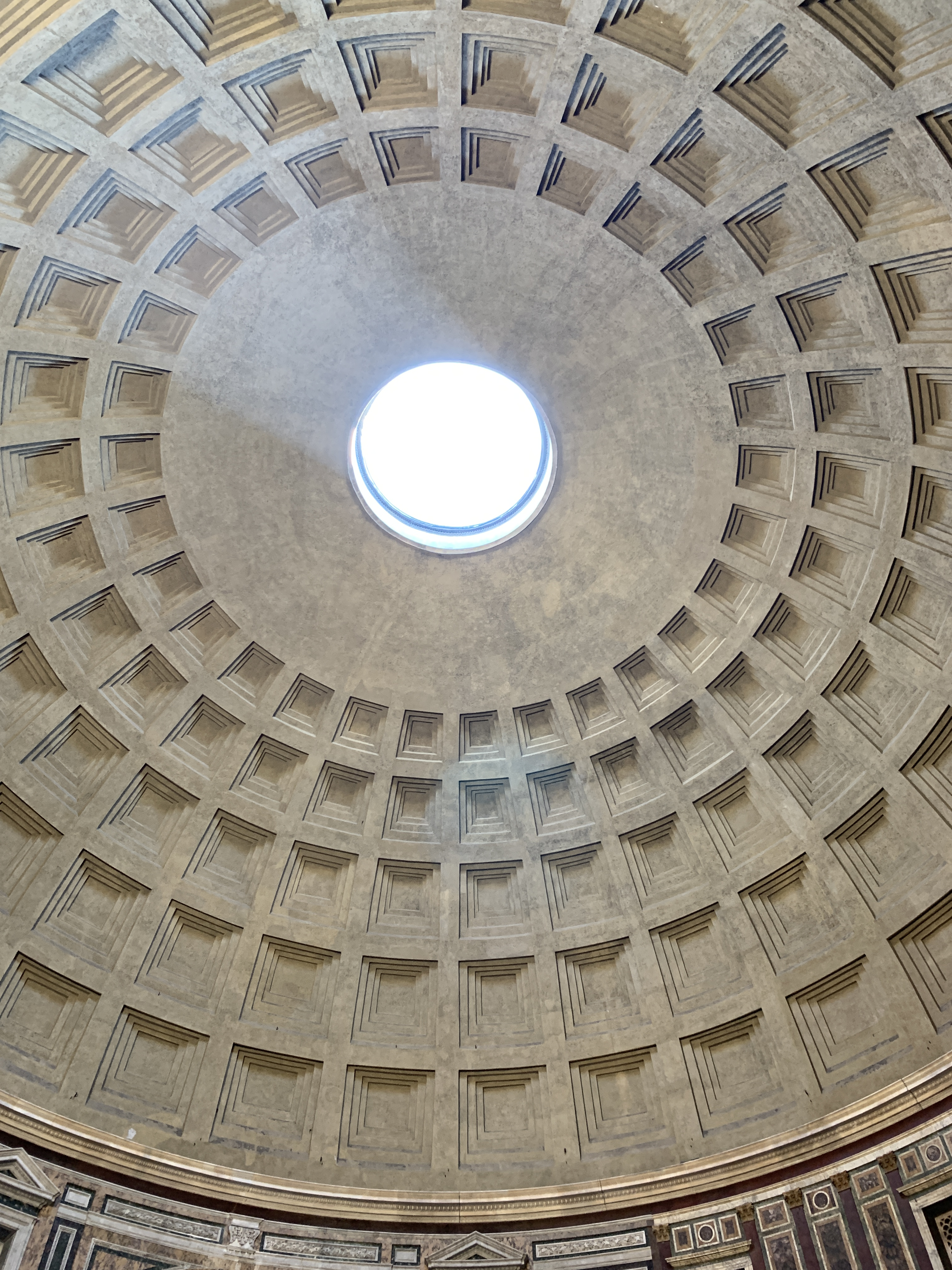
Le dôme du Panthéon de Rome, vu de l'intérieur.

Pour les articles homonymes, voir Opus.
L'opus caementicium (du latin caementum = moellon, pierre brute, agrégat), également appelé le béton romain, était utilisé dans la construction dans la Rome antique. C'était une maçonnerie de blocage constituée par un mélange de mortier et de pierres tout venant (appelées caementa, moellons, fragments de pierre, déchets de taille) coffré à la manière du pisé entre deux banches ou entre deux parements dressés avec soin faisant office de coffrage perdu. Le mortier antique était dans le meilleur des cas de la chaux grasse mêlée à de la pouzzolane (ou des tuileaux - fragments de terre cuite - qui contribuaient à rendre le mortier hydraulique), auquel cas il pouvait prendre l'apparence du béton de ciment moderne. Toutefois, il était très souvent constitué d'argile (les Grecs nommaient cette maçonnerie emplecton) additionnée quand cela était possible à de la chaux. La définition fournie par l'archéologue Jean-Pierre Adam oscille dès lors entre celle d'une concrétion inébranlable fondée sur l'utilisation de la chaux - définition qu'a principalement retenu l'histoire - et d'autre part celle de la structure tripartite « parements-noyau », dans lequel la partie centrale - le remplissage, le noyau, le blocage - était constituée principalement par les caementa liés de manière solide par une bonne chaux ou, de manière sommaire, par une terre argileuse.

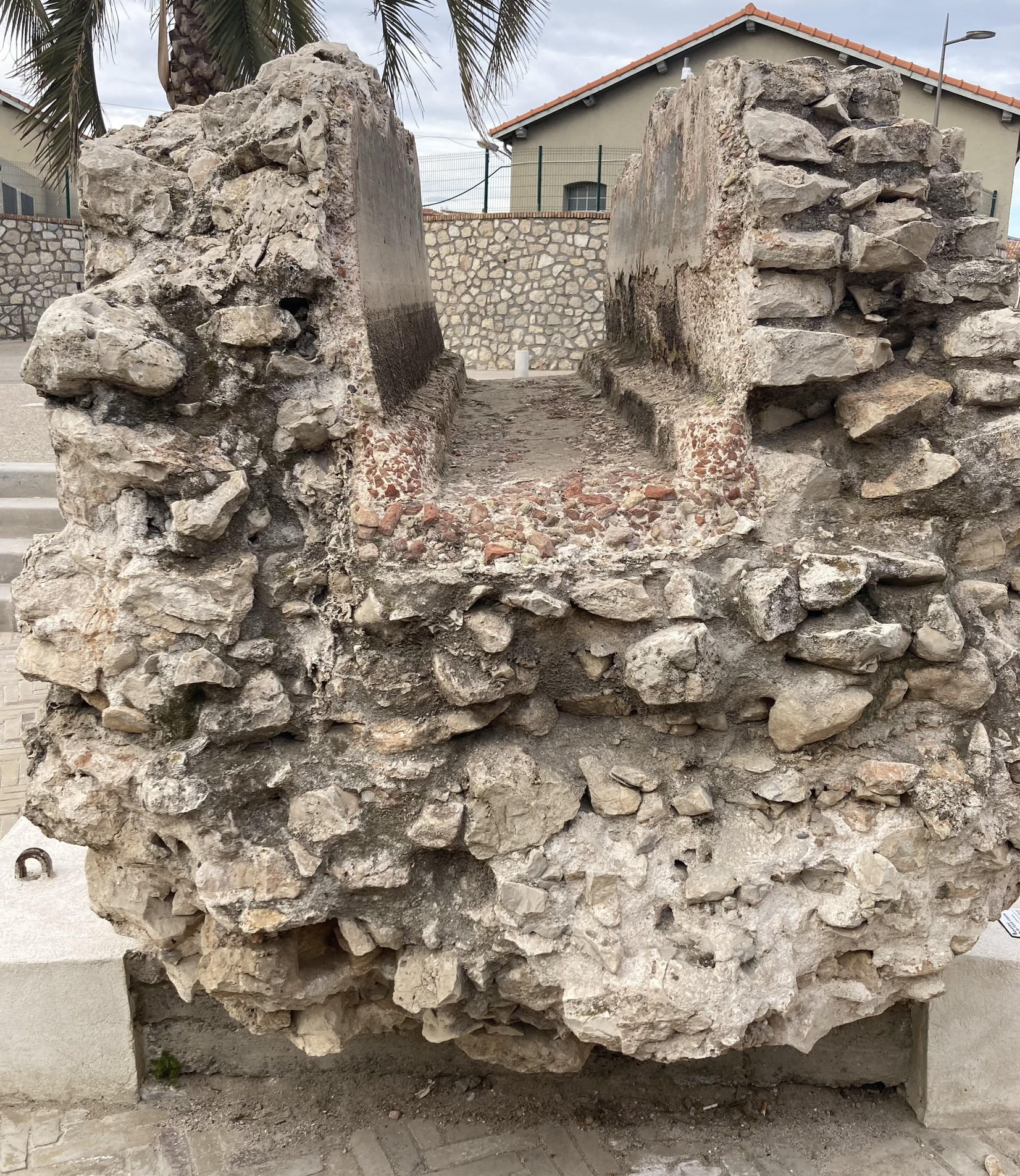
Segment d'un aqueduc romain exposé devant le musée archéologique d'Antibes, France.

De nombreux bâtiments et ouvrages encore debout aujourd'hui, comme des ponts, des réservoirs et des aqueducs, ont été construits avec ce matériau, ce qui témoigne à la fois de sa polyvalence et de sa durabilité. Sa résistance était parfois renforcée par l'incorporation de la pouzzolane lorsqu'elle était disponible (en particulier dans la baie de Naples). Cet ajout a empêché les fissures de se propager. Des recherches récentes ont montré que l'incorporation de clastes de chaux permettait au béton d'auto-réparer les fissures,.
L'exemple le plus remarquable de l'utilisation du béton romain est sans doute le dôme du Panthéon de Rome, le plus grand et le plus ancien dôme en béton non armé du monde.

## Références historiques

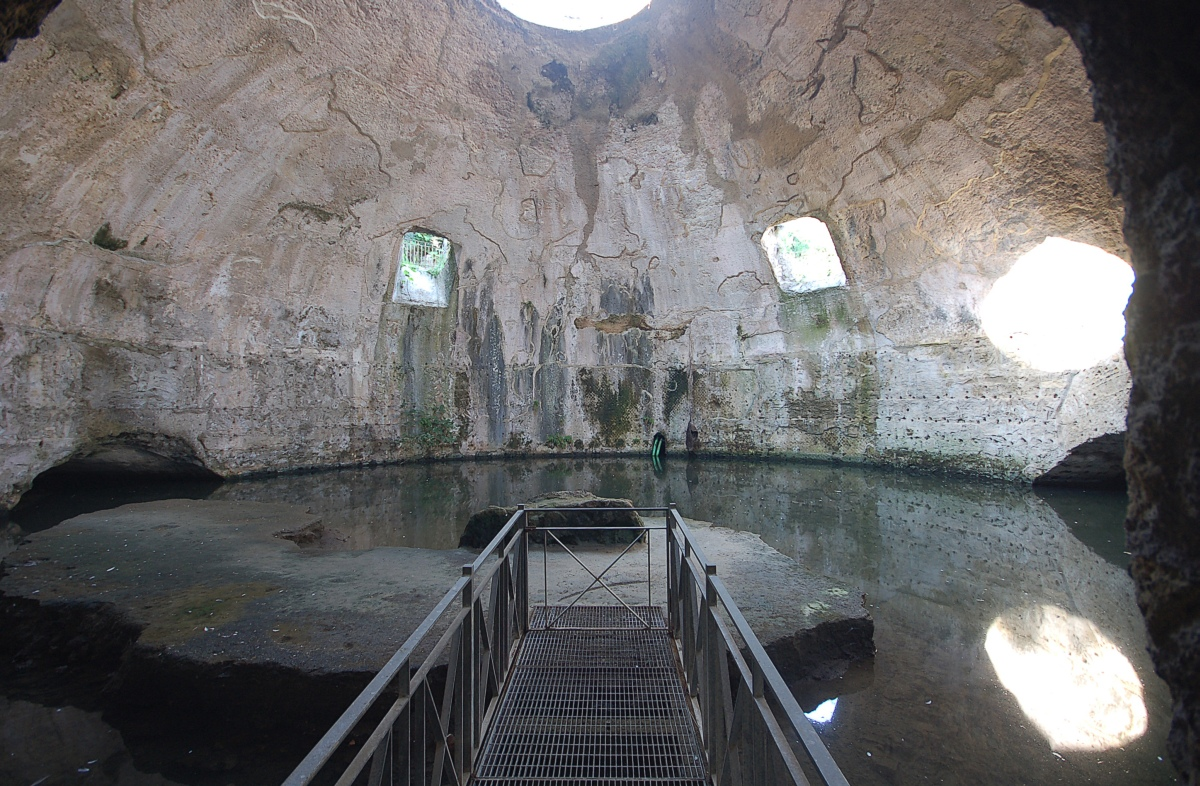
Dôme du "Temple de Mercure" de Baïes, construit au premier siècle avant notre ère et plus ancien dôme en Opus caementicium conservé de nos jours

## Propriétés matérielles: durabilité et auto-guérison

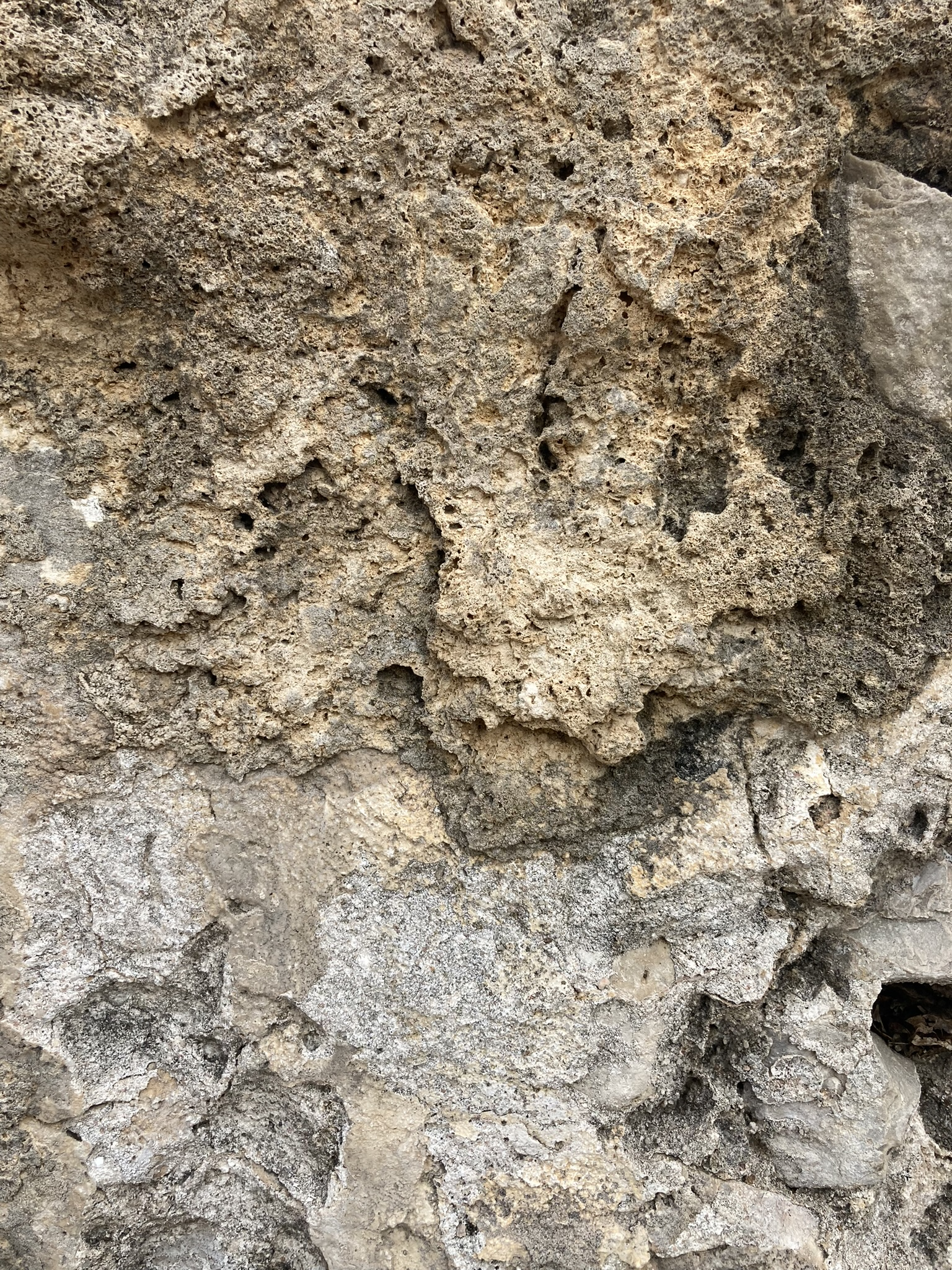
Gros plan du béton romain d'un segment d'aqueduc romain exposé à Antibes, France

### Durabilité

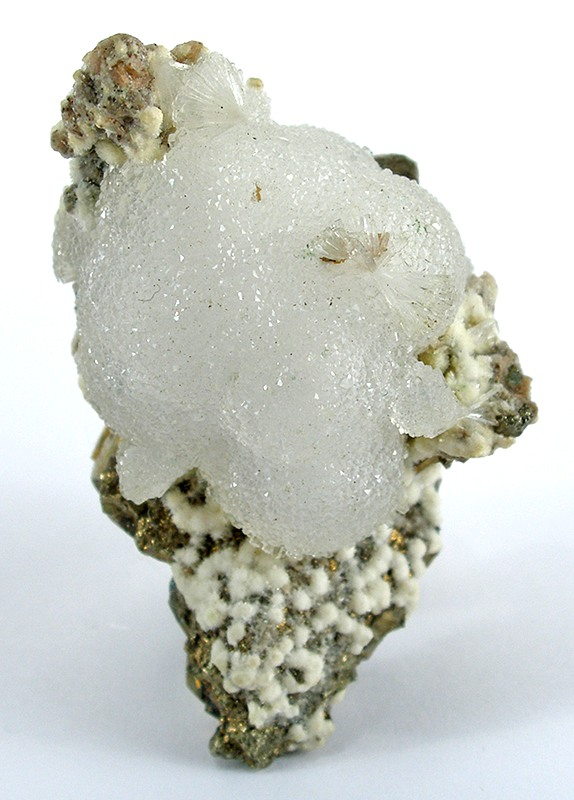
Masse cristalline de tobermorite.

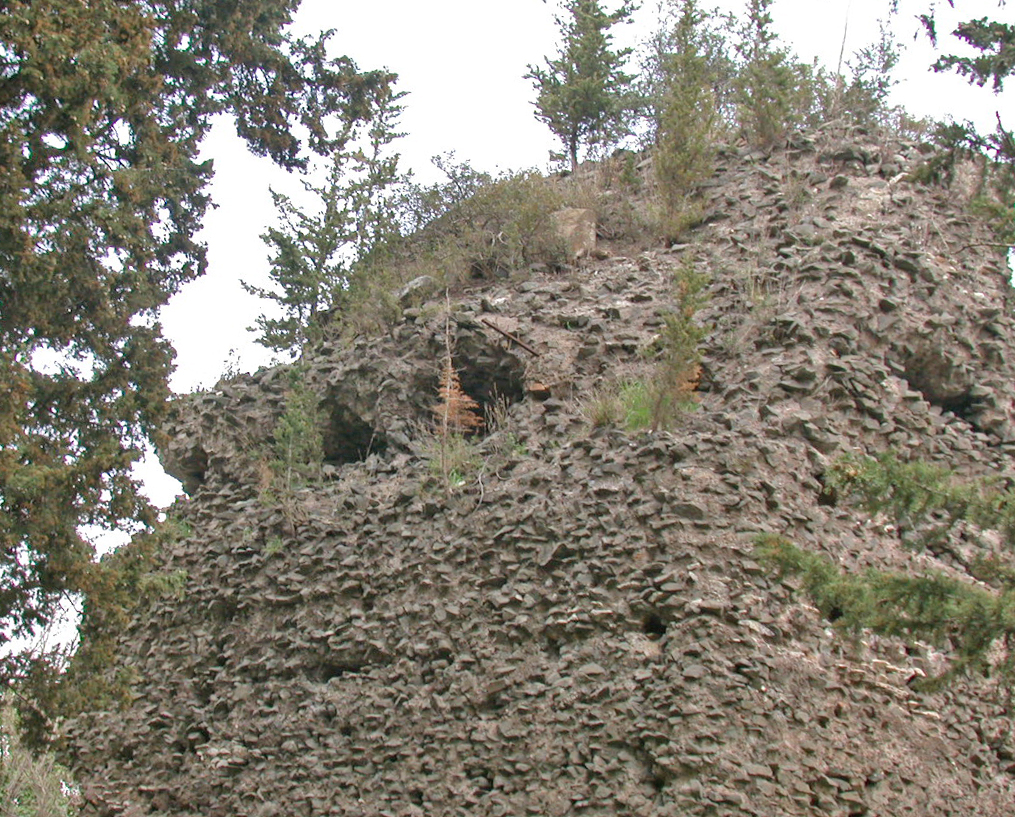
Exemple d'opus caementicium sur la tombe de Caecilia Metella de l'ancienne voie Appienne à Rome. Le revêtement d'origine a été enlevé.

## Réalisations

Montage progressif en parements et noyau de blocage.

## Travaux en mer

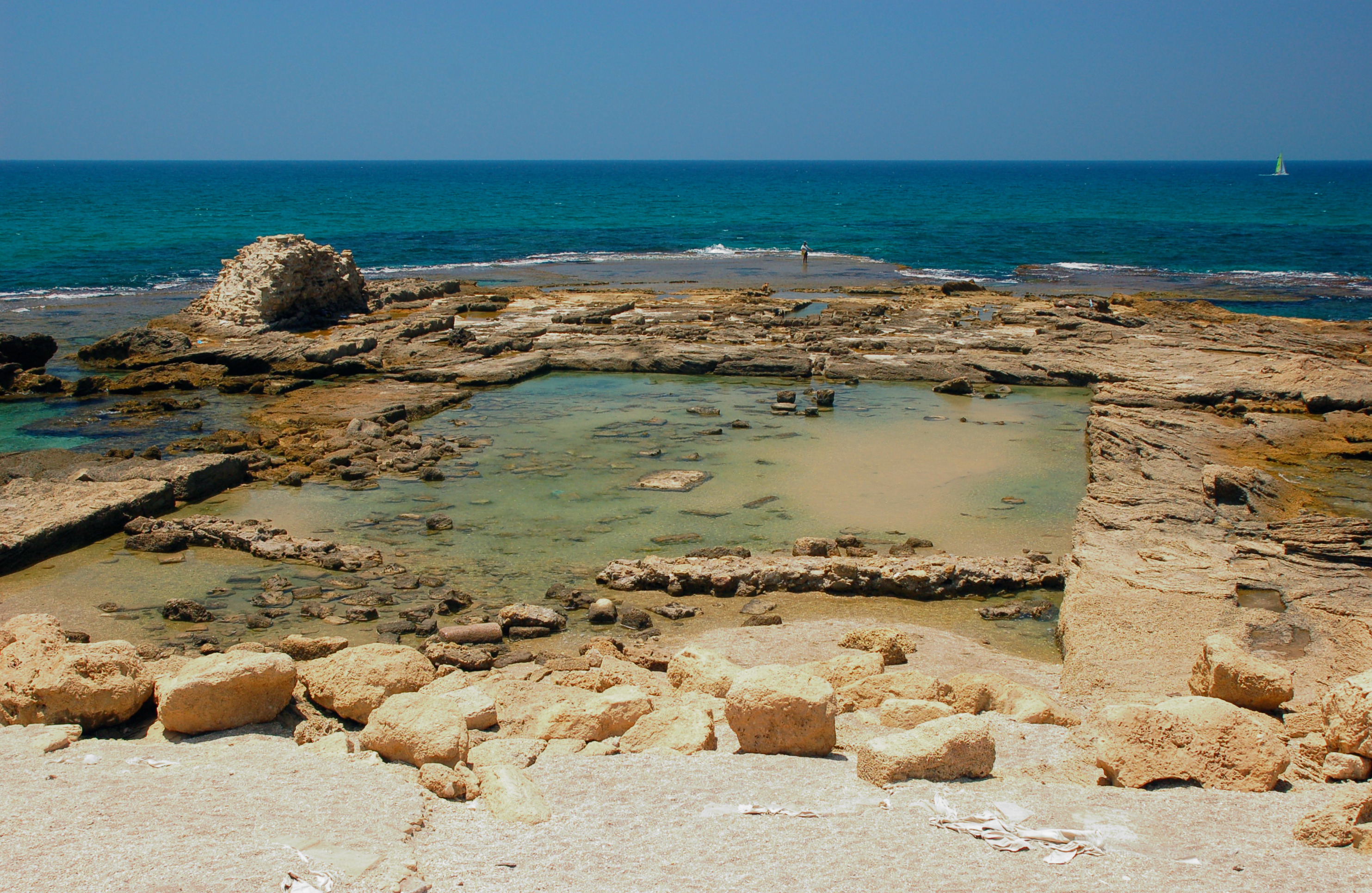
Port de Césarée : un exemple de la technologie du béton sous-marin romain à grande échelle.